# صورة الأرض

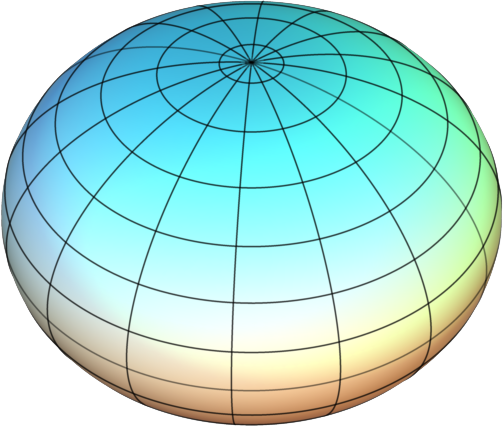
شبه كرة مفلطح

يحمل مصطلح صورة الأرض العديد من المعاني في علم المساحة (الجيوديسيا). يتحدد المعنى حسب كيفية استخدامه والدقة التي يُقاس بها حجم الأرض وصورتها. وأكثر هذه المعاني شيوعًا هو السطح الطبوغرافي الفعلي مع ما يتضمنه من مناطق مائية وأشكال أرضية متنوعة. وهذا، في الواقع، هو السطح الذي تُجرَى عليه القياسات الفعلية للأرض. لكنه لا يتناسب مع الحسابات الرياضية الدقيقة، لأن المعادلات اللازمة لوضع الانحرافات في الحسبان ستحتم استخدام مجموعة باهظة التكلفة من الحسابات. وبوجه عام، يهتم بالسطح الطبوغرافي خبراء الطبوغرافيا والهيدوغرافيا.
يشير المفهوم الفيثاغوري للأرض الكروية إلى سطح بسيط يسهل التعامل معه من الناحية الرياضية. ويُستخدَم في العديد من الحسابات الفلكية والملاحية كسطح يمثل الأرض. ورغم أن الجسم الكروي شبيه بالصورة الحقيقية للأرض، ومُرضٍ لتحقيق العديد من الأهداف، يرى علماء المساحة، المهتمون بقياس المسافات الطويلة على نطاق القارات والمحيطات، أنه من الضروري التوصل إلى صورة أكثر دقة. والتقديرات التقريبية الأكثر دقة تتراوح ما بين بناء صورة الأرض بأكمله كشبه كرة مفلطح أو مجسم إهليلجي مفلطح، إلى استخدام توافقيات دائرية أو تقديرات تقريبية محلية فيما يتعلق بالمجسمات الإهليلجية المرجعية المحلية. لكن مع ذلك، لا تزال فكرة سطح الأرض المسطح كافية لعمليات مسح المناطق الصغيرة، حيث تزيد أهمية الطوبوغرافيا المحلية عن انحناء الأرض. تُجرَى عمليات مسح اللوحات المستوية للمناطق الصغيرة نسبيًا، ولا يوضع انحناء الأرض في الحسبان. عند إجراء مسح لمدينة ما، يتم حساب حجمها كما لو كانت الأرض مستوية السطح. فمع هذه المساحات الصغيرة، يمكن تحديد المواقع بدقة من حيث علاقتها ببعضها البعض دون الوضع في الاعتبار صورة الأرض الكلي.

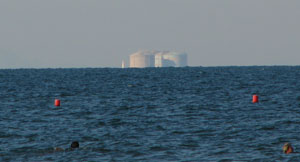
انحناء الأرض كما شوهد في فالنسيا في إسبانيا (شاطئ مالباروسا)

في الفترة ما بين منتصف إلى نهاية القرن العشرين، ساهمت أبحاث علوم الأرض في تحسنات مذهلة في تحديد صورة الأرض بدقة. تمثلت الاستفادة الرئيسية لهذه الدقة المحسنة (والدافع وراء تمويل الأبحاث المتعلقة بها، خاصة من الجهات العسكرية) في تقديم بيانات حول الجغرافيا والجاذبية لنظم التوجيه بالقصور الذاتي في الصواريخ الباليستية. ساعد هذا التمويل أيضًا في التوسع في الفروع المعرفية لعلوم الأرض، مما عزز من إقامة أقسام متعددة لعلوم الأرض في كثير من الجامعات، وتطورها.

## مجسم إهليلجي دوراني
نظرًا لأن الأرض مسطحة عند القطبين ومنبعجة عند خط الاستواء، كان شبه الكرة المفلطح هو الصورة الهندسي المُستخدَم في علم المساحة كصورة تقريبي للأرض. وشبه الكرة المفلطح، أو المجسم الإهليلجي المفلطح، هو مجسم إهليلجي دوراني يتكون نتيجة دوران إهليلج حول محوره الأقصر طولاً. ويُعرَف المجسم الكروي، الذي يصف صورة الأرض أو أي جسم سماوي آخر باسم مجسم إهليلجي مرجعي. والمجسم الإهليلجي المرجعي للأرض يُسمَى المجسم الإهليلجي الأرضي.
يُحدَد المجسم الإهليجي الدوراني على نحو مميز برقمين: بُعدان، أو بُعد واحد ورقم واحد يمثل الاختلاف بين البُعدين. يستخدم علماء المساحة عادة نصف المحور الرئيسي والتفلطح. فيُحدَد الحجم بنصف القطر عند خط الاستواء (نصف المحور الرئيسي للإهليلج المقطعي) ويُشار إليه بالحرف {\displaystyle a}. أما صورة المجسم الإهليلجي، فيُحدَد بالتفلطح {\displaystyle f}، الذي يشير إلى مدى ابتعاد المجسم الإهليلجي عن الصورة الدائري. (من الناحية العملية، يكون الرقمان المُعرِفان عادةً هما نصف قطر خط الاستواء، وانعكاس التفلطح، بدلاً من التفلطح ذاته؛ وتبلغ قيمة انعكاس التفطلح لشبه كرة نظام الإحداثيات WGS84 المُستخدم حاليًا في نظم تحديد المواقع العالمية (GPS) 298.257223563 بالضبط.)
والفرق بين المجسم الإهليجي الدائري والمرجعي للأرض صغير؛ إذ يبلغ نحو جزء واحد من 300. وكان التفلطح قديمًا يُحسَب بالقياسات المتدرجة. أما الآن، فتُستخدَم الشبكات الجيوديسية وقياس المساحات بالأقمار الصناعية. وعلى أرض الواقع، تم تطوير العديد من المجسمات الإهليجية المرجعية على مر القرون من واقع عمليات مسح مختلفة. وتختلف قيمة التفلطح اختلافًا طفيفًا من مجسم إهليلجي مرجعي لآخر، مما يعكس الظروف المحلية وما إذا كان المجسم الإهليلجي يهدف إلى عرض الأرض بأكملها أم جزء منها فقط.